# العقاقير غير البيولوجية المركبة
الأدوية غير البيولوجية المركبة هي مركبات طبية لا يمكن تعريفها على أنها عقاقير جزيئية صغيرة يمكن تحديدها بالكامل مع مكونات دوائية فعالة. إنها معقدة للغاية ولا يمكن تعريفها على أنها بيولوجية لأنها ليست مشتقة من مواد حية. وهي عبارة عن مركبات معقدة اصطناعية وتحتوي على هياكل جزيئية غير متجانسة وذات صلة وثيقة مع خصائص نانوية في كثير من الأحيان. هذا هو الحال ، على سبيل المثال، مع سكروز الحديد وأشباهه. ولكن أيضًا مع منتجات الأدوية الأخرى ، مثل البولي ببتيدات (جلاتيرامويد)، والبوليمرات المتضخمة ، والجسيمات الشحمية مع نمو فئة الادوية الغير البيولوجية المركبة.
ومن ثم، وبسبب تعقيدها ومزيجها النوعي، لا يمكن تحديد عقاقير كربوهيدرات الحديد الغروية بشكل كامل ، وتمييزها ، كمية و / أو موصوفة بوسائل فيزيائية كيميائية لتحديد خصائصها الصيدلانية. لذلك ، على عكس مسار النموذج العام ، بالاعتماد على هوية صيدلانية كاملة وتماثل في تمرين التقييم في المختبر ، يحتاجون إلى تقييم إضافي (بيولوجي ، في الجسم الحي) مع منتج مرجعي لتقييم القابلية للمقارنة على سبيل المثال في استهداف الأنسجة في الجسم. وهذا يتطلب نهجًا تنظيميًا مناسبًا لم يتم تحديده ومتناسق بعد لهذه الفئة الجديدة من المنتجات الطبية. تحدد خصائص وأداء الأمراض غير السمية من خلال عملية التصنيع متعددة الخطوات ، وهي عملية شاقة ويصعب التحكم فيها ولا يتم الكشف عنها بواسطة الملكية الفكرية. قد يؤدي الحد الأدنى من التغييرات في المواد الأولية أو ظروف العملية على سبيل المثال إلى اختلافات سريرية كبيرة تؤثر على التأثيرات العلاجية أو السلامة

## بيانات سريرية
وقد أظهرت الدراسات اختلافات في الآثار العلاجية والسلامة بين إن بي سي إن جيه المنشئ ووافق مماثلة، على الرغم من أن هذه المركبات قد أظهرت أوجه تشابه عالية في الطابع الكيميائي الفيزيائي. الهياكل المسؤولة عن هذه الاختلافات العلاجية غير معروفة. لا يمكن الكشف عن الاختلافات في الكفاءة والسلامة (في ملف vivo) في الاختبار المختبري ، حيث أنه من المستحيل عزل هذه المركبات وتوصيفها بشكل كامل. كما لا توجد نماذج محددة للتقييم السليم. وعلاوة على ذلك، فمن غير المعروف ما الذي ينبغي البحث عنه وما الذي يسبب الاختلافات، وذلك بسبب عدم فهم التركيب الدقيق. وهذا يتطلب توصيفاً إضافياً في النظم البيولوجية بما في ذلك التحليل السريري وجهاً لوجه لتحديد مدى التشابه والمكان في العلاج كبدائل علاجية أو منتجات طبية قابلة للتبديل/قابلة للبدائل. أدلة واضحة لهذه الملاحظات يأتي من الدراسات الاستعادية على الحديد السكروز والحديد السكروز التشابه.

## تحديات الموافقة على أشباه سكروز الحديد
وقد تمت الموافقة على هذه الادوية وفقا للنموذج العام الكلاسيكي على أساس التكافؤ الصيدلانية والتكافؤ البيولوجي دون تحقيق خصائص نانو من هذا النوع من المركبات الطبية. ولذلك، اعتبرت هذه المركبات على أنها مكافئة للعلاج. وكما ذكر أعلاه، فإن هذا النهج لا يصلح لإصدارات المتابعة ، ويتجاهل النهج العام التقليدي تعقيد مركبات (الجوانب الصيدلانية والبطحية) حيث لا يمكن وصفها بالكامل في المختبر، وهو شرط أساسي للنهج العام للتنبؤ بتعادل (الجودة) الصيدلانية. والسبب هو تعقيد وتكوين غير متماثل لهذه المنتجات الجزيئية الاصطناعية الكبيرة. حتى الاختلافات الطفيفة في التصنيع قد يؤدي إلى اختلافات علاجية أو سلامة لا يمكن أن يعزى إلى عنصر معروف أو محدد.
المسار الحالي والمحدد المتشابه بيولوجياً، مع الأخذ في الاعتبار تعقيد البيولوجيات ومنتجاتها المتابعة، لا ينطبق على الـ NBCDs وتشابهها. بما أنّ إن بي سيدّيّات بالتعريف لا البيولوجيّة غير أنّ بالأحرى اصطناعيّة. ومع ذلك، يمكن استخدام المبادئ الأساسية لتقييم مماثل. منذ الإصدارات متابعة NBCD ليست متطابقة ولكن فقط مماثلة للمنتج المنشئ، فهي أبدا نفس كما هو الحال مع منتجات جزيء صغير عام. ويمكن أيضاً الإشارة إلى أجهزة NBCD وتشابهاتها التي تحتوي على جسيمات نانوية على أنها نانوسيميل (انظر الشكل 1). ويقترح اتباع نهج تدريجي الجودة، غير السريرية والسريرية لموافقة السوق من nanosimilars NBCD وإظهار قابلية المقارنة. هناك نقص في النماذج غير السريرية لاختبار مثل هذه المنتجات مثل نهج القوارض التي تتناولها EMA في ورقتها المرجعية لSucrose الحديد NBCDs وتشابهاته. وقد استخدم مؤخرا نموذج بيض الفقس كنموذج بديل لدراسة تركيزات الحديد المعتمدة على الوقت في أنسجة طير القلب والكبد لمختلف مجمعات الحديد الوريدي المطبقة في جرعات متساوية. وتحتاج هذه النماذج إلى تقييم متعمق والتحقق من صحتها لإثبات متانة الاستخدامات المحتملة في الاختبار التقييمي والمقارنة. عند تقييم مماثل بما فيه الكفاية، والتحدي ثم لا يزال هو تحديد إما لاستخدامها كبديل علاجي أو كمنتج مكافئ وإذا كان في نهاية الإصدار المتابعة يمكن أن تحل محل المنتج المرجعي أو يمكن أن يكون تبادل التي تحتاج أيضا مقارنات وجها لوجه في المرضى لإثبات التكافؤ العلاجية والسلامة مماثلة.
وقد صاغت كل من وكالة الأدوية الأوروبية (EMA) وإدارة الغذاء والدواء الأمريكية (FDA) أوراقًا مرجعية وتوجيهات لهذه الصناعة لعدة أنواع من NBCDs ، على سبيل المثال لمنتجات الجسيمات النانوية الحديدية. كما عالجت المبادرات العلمية التنظيمية عدم وجود تحقيقات. وفيما يتعلق بعملية المقارنة، يبقى السؤال هو تقييم مجموع الأدلة لتشابه ما يكفي من هذه العقاقير الاختبارية مع المنتج المرجعي للتوصل إلى مدى قابلية المقارنة وتأثيرها على الاستخدام. وتتبع الهيئة حاليا نهجا يتناول كل حالة على حدة لتقييم منتجات متابعة النواتج، وهي منتجات متكررة ومتكيفة ومرنة ولكنها أكثر عمومية أيضا. من ناحية أخرى يدعم EMA نهجًا متعلقًا بالفئة بما في ذلك الاختبارات غير السريرية. غير أن النهج المنسق لا يزال مفقودا.